# Алкилсульфонаты
Алкилсульфонаты — это сложные эфиры алкан-сульфоновой кислоты с общей формулой R-SO2-O-R'. Они действуют как алкилирующие средства, и некоторые из них нашли своё применение в химиотерапевтическом лечении злокачественных опухолей. Таковы, в частности, бусульфан, треосульфан, манносульфан.